# 京極高矩
京極 高矩（きょうごく たかのり）は、江戸時代中期の大名。讃岐国丸亀藩の第4代藩主。丸亀藩京極家6代。

## 生涯
第3代藩主・京極高或の長男。享保9年（1724年）、父の死により家督を継いだ。
享保16年（1730年）叙任し、享保19年（1733年）に初めて江戸から丸亀城に入った。
寛保2年（1742年）の夏には寛保二年江戸洪水が起こり、復興のための西国大名の手伝い普請に参加した。
寛延元年（1748年）、領内に台風によるものと思われる風水被害が発生し、寛延3年（1750年）正月半ばから丸亀藩と多度津藩の領内で大規模な百姓一揆（讃岐寛延一揆）が発生した。苛政糾弾や年貢減免などを求めた一揆は参加者7千人とも1万数千人、6万人とも言われるが、月末までに藩側が一部の要求を呑んだことにより沈静化した。藩は首謀者の詮議を行い、同年7月末に首謀者12人を処刑し、その他24人を処断した。
宝暦4年（1754年）に藩内の弘田郷に雲気神社を再興した。宝暦13年（1763年）に46歳で死去した。跡を長男の高中が継いだ。

## 系譜
- 父：京極高或（1692年 - 1724年）
- 母：光姫 - 三津。伊予国宇和島藩主伊達宗利の四女
- 正室：得寿子 - 遠江浜松藩主松平信祝の娘
- 室：久我子 - 露木氏
  - 長男：京極高中（1754年 - 1811年）
- 生母不明の子女（それぞれ別の母）
  - 女子：銕子 - 陸奥国福島藩主板倉勝承正室
  - 女子：熊子 - 美濃国苗木藩主遠山友清正室
  - 男子：京極高治
  - 男子：京極高教 - 子の京極高周（右近）の五男の京極朗徹が、のちに本家を継ぐ。
- 養子
  - 男子：京極高迢（1741年 - 1762年） - 京極高綏（3代藩主・京極高或の三男）の長男